# Brendan Rodgers
Brendan Rodgers (Carnlough, 26 gennaio 1973) è un allenatore di calcio ed ex calciatore nordirlandese, di ruolo difensore, tecnico del Celtic.

## Caratteristiche tecniche

### Allenatore
Rodgers è un allenatore che predilige il possesso palla e un gioco fluido di passaggi e attacco con la palla sempre in movimento. A livello difensivo gli piace che la sua squadra eserciti molta pressione sulla squadra avversaria. Predilige l'utilizzo del modulo 4-1-4-1, che può tramutarsi in un 4-3-3 o in un 4-5-1.

## Carriera

### Allenatore
Dal 2008 al 2011 allena in Championship (seconda divisione inglese) sulle panchine di Watford, Reading e Swansea City. Con quest'ultimo ottiene la promozione in Premier League al termine della stagione 2010-2011.
Il 30 maggio 2012 viene ingaggiato dal Liverpool per sostituire il dimissionario Kenny Dalglish. Alla sua prima annata alla guida dei Reds chiude il campionato con un deludente settimo posto, mentre nella stagione successiva porta la squadra in seconda posizione alle spalle del Manchester City, dopo essere stato in testa alla classifica per quasi tutto il girone di ritorno ed aver ceduto nel finale di stagione contro Chelsea e Crystal Palace. Nella stagione 2014-2015, complice la cessione di Luis Suárez (rimpiazzato non adeguatamente da Mario Balotelli), si rivela piuttosto complicata per i Reds, che non riescono mai ad entrare in lotta per le prime posizioni e non vanno oltre il sesto posto finale. Il 5 ottobre 2015 viene esonerato in seguito ad un inizio di campionato sottotono.
Il 20 maggio 2016 viene nominato nuovo allenatore degli scozzesi del Celtic. Il 12 luglio dello stesso anno, alla prima partita ufficiale sulla panchina degli Hoops, viene sconfitto dal Lincoln Red Imps nell'andata del secondo turno di qualificazione della UEFA Champions League, ma riesce a ribaltare il risultato nella partita di ritorno, qualificandosi per la fase a gironi. Al termine della stagione vince il campionato scozzese, la Coppa di Scozia e la Coppa di Lega scozzese, centrando il cosiddetto treble domestico; in particolare il Celtic chiude il campionato da imbattuto, fatto che non accadeva da oltre un secolo. Nell'annata successiva riesce a bissare i successi in campionato, Coppa di Scozia e Coppa di Lega.
Il 26 febbraio 2019 si separa dal Celtic a stagione in corso per accordarsi al Leicester City, tornando in Premier League dopo più di tre anni. Al primo anno conduce la squadra al quinto posto in campionato (dopo aver perso la qualificazione alla UEFA Champions League all'ultima giornata, nello scontro diretto contro il Manchester Utd), alle semifinali di Coppa di Lega inglese e ai quarti di Coppa d'Inghilterra. Nel 2020-2021 guida i suoi alla vittoria della Coppa d'Inghilterra battendo il Chelsea in finale per 1-0. È il primo alloro nella competizione nella storia del club e il primo trofeo vinto in Inghilterra da Rodgers, che diventa il primo allenatore a vincere la coppa inglese e quella scozzese dai tempi di Alex Ferguson) Il quinto posto finale costa al Leicester la mancata qualificazione alla Champions League per un solo punto, a causa della sconfitta per 2-4 all'ultima giornata contro il Tottenham. Nel 2021-2022 il Leicester si aggiudica la Supercoppa d'Inghilterra battendo il Manchester City (1-0) e chiude il campionato all'ottavo posto, mancando la qualificazione alle coppe europee, mentre in ambito europeo, dopo essere retrocesso dall'Europa League alla Conference League, raggiunge le semifinali di quest'ultima competizione. L'inizio della stagione 2022-2023 è estremamente negativo: sette sconfitte nelle prime dieci giornate di campionato fanno precipitare la squadra all'ultimo posto, poi quattro vittorie in cinque gare consentono alle Foxes di risalire parzialmente la china. A causa di risultati insoddisfacenti nelle successive gare e al progressivo incrinarsi del rapporto con i tifosi, il 2 aprile 2023 il club e il tecnico optano per la risoluzione consensuale del contratto.
Il 19 giugno 2023 viene annunciato il suo ritorno al Celtic, in sostituzione di Ange Postecoglou.

## Statistiche

### Statistiche da allenatore
Statistiche aggiornate al 25 maggio 2025. In grassetto le competizioni vinte.
| Stagione              | Squadra               | Campionato            | Campionato | Campionato | Campionato | Campionato | Coppe nazionali | Coppe nazionali | Coppe nazionali | Coppe nazionali | Coppe nazionali | Coppe continentali | Coppe continentali | Coppe continentali | Coppe continentali | Coppe continentali | Altre coppe | Altre coppe | Altre coppe | Altre coppe | Altre coppe | Totale | Totale | Totale | Totale | % Vittorie | Piazzamento    |
| Stagione              | Squadra               | Comp                  | G          | V          | N          | P          | Comp            | G               | V               | N               | P               | Comp               | G                  | V                  | N                  | P                  | Comp        | G           | V           | N           | P           | G      | V      | N      | P      | %          | Piazzamento    |
| --------------------- | --------------------- | --------------------- | ---------- | ---------- | ---------- | ---------- | --------------- | --------------- | --------------- | --------------- | --------------- | ------------------ | ------------------ | ------------------ | ------------------ | ------------------ | ----------- | ----------- | ----------- | ----------- | ----------- | ------ | ------ | ------ | ------ | ---------- | -------------- |
| nov. 2008-2009        | Watford               | FLC                   | 28         | 11         | 7          | 10         | FACup+CdL       | 3+1             | 2+0             | 0+0             | 1+1             | -                  | -                  | -                  | -                  | -                  | -           | -           | -           | -           | -           | 32     | 13     | 7      | 12     | 40,63      | Sub. 13º       |
| lug.-dic. 2009        | Reading               | FLC                   | 21         | 5          | 6          | 10         | FACup+CdL       | 0+2             | 1               | 0               | 1               | -                  | -                  | -                  | -                  | -                  | -           | -           | -           | -           | -           | 23     | 6      | 6      | 11     | 26,09      | Eson.          |
| 2010-2011             | Swansea City          | FLC                   | 46+3       | 24+2       | 8+1        | 14+0       | FACup+CdL       | 2+4             | 1+3             | 0+0             | 1+1             | -                  | -                  | -                  | -                  | -                  | -           | -           | -           | -           | -           | 55     | 30     | 9      | 16     | 54,55      | 3º (prom.)     |
| 2011-2012             | Swansea City          | PL                    | 38         | 12         | 11         | 15         | FACup+CdL       | 2+1             | 1+0             | 0+0             | 1+1             | -                  | -                  | -                  | -                  | -                  | -           | -           | -           | -           | -           | 41     | 13     | 11     | 17     | 31,71      | 11º            |
| Totale Swansea City   | Totale Swansea City   | Totale Swansea City   | 84+3       | 36+2       | 19+1       | 29+0       |                 | 9               | 5               | 0               | 4               |                    | -                  | -                  | -                  | -                  |             | -           | -           | -           | -           | 96     | 43     | 20     | 33     | 44,79      |                |
| 2012-2013             | Liverpool             | PL                    | 38         | 16         | 13         | 9          | FACup+CdL       | 2+2             | 1+1             | 0+0             | 1+1             | UEL                | 12                 | 7                  | 2                  | 3                  | -           | -           | -           | -           | -           | 54     | 25     | 15     | 14     | 46,30      | 7º             |
| 2013-2014             | Liverpool             | PL                    | 38         | 26         | 6          | 6          | FACup+CdL       | 3+2             | 2+1             | 0+0             | 1+1             | -                  | -                  | -                  | -                  | -                  | -           | -           | -           | -           | -           | 43     | 29     | 6      | 8      | 67,44      | 2º             |
| 2014-2015             | Liverpool             | PL                    | 38         | 18         | 8          | 12         | FACup+CdL       | 7+5             | 4+2             | 2+2             | 1+1             | UCL+UEL            | 6+2                | 1+1                | 2+0                | 3+1                | -           | -           | -           | -           | -           | 58     | 26     | 14     | 18     | 44,83      | 6º             |
| lug.-ott. 2015        | Liverpool             | PL                    | 8          | 3          | 3          | 2          | FACup+CdL       | 0+1             | 0               | 1               | 0               | UEL                | 2                  | 0                  | 2                  | 0                  | -           | -           | -           | -           | -           | 11     | 3      | 6      | 2      | 27,27      | Eson.          |
| Totale Liverpool      | Totale Liverpool      | Totale Liverpool      | 122        | 63         | 30         | 29         |                 | 22              | 11              | 5               | 6               |                    | 22                 | 9                  | 6                  | 7                  |             | -           | -           | -           | -           | 166    | 83     | 41     | 42     | 50,00      |                |
| 2016-2017             | Celtic                | SP                    | 38         | 34         | 4          | 0          | SC+CdL          | 5+4             | 5+4             | 0+0             | 0+0             | UCL                | 12                 | 3                  | 4                  | 5                  | -           | -           | -           | -           | -           | 59     | 46     | 8      | 5      | 77,97      | 1º             |
| 2017-2018             | Celtic                | SP                    | 38         | 24         | 10         | 4          | SC+CdL          | 5+4             | 5+4             | 0+0             | 0+0             | UCL+UEL            | 12+2               | 5+1                | 1+0                | 6+1                | -           | -           | -           | -           | -           | 61     | 39     | 11     | 11     | 63,93      | 1º             |
| 2018-feb. 2019        | Celtic                | SP                    | 27         | 20         | 3          | 4          | SC+CdL          | 2+4             | 2+4             | 0+0             | 0+0             | UCL+UEL            | 6+10               | 3+4                | 2+1                | 1+5                | -           | -           | -           | -           | -           | 49     | 33     | 6      | 10     | 67,35      | Dimis.         |
| feb.-giu. 2019        | Leicester City        | PL                    | 10         | 5          | 2          | 3          | FACup+CdL       | -               | -               | -               | -               | -                  | -                  | -                  | -                  | -                  | -           | -           | -           | -           | -           | 10     | 5      | 2      | 3      | 50,00      | Sub. 9º        |
| 2019-2020             | Leicester City        | PL                    | 38         | 18         | 8          | 12         | FACup+CdL       | 4+6             | 3+2             | 0+3             | 1+1             | -                  | -                  | -                  | -                  | -                  | -           | -           | -           | -           | -           | 48     | 23     | 11     | 14     | 47,92      | 5º             |
| 2020-2021             | Leicester City        | PL                    | 38         | 20         | 6          | 12         | FACup+CdL       | 6+1             | 6+0             | 0+0             | 0+1             | UEL                | 8                  | 4                  | 2                  | 2                  | -           | -           | -           | -           | -           | 53     | 30     | 8      | 15     | 56,60      | 5º             |
| 2021-2022             | Leicester City        | PL                    | 38         | 14         | 10         | 14         | FACup+CdL       | 2+3             | 1+1             | 0+2             | 1+0             | UEL+UECL           | 6+8                | 2+4                | 2+2                | 2+2                | CS          | 1           | 1           | 0           | 0           | 58     | 23     | 16     | 19     | 39,66      | 8°             |
| 2022-apr. 2023        | Leicester City        | PL                    | 28         | 7          | 4          | 17         | FACup+CdL       | 3+4             | 2+2             | 0+1             | 1+1             | -                  | -                  | -                  | -                  | -                  | -           | -           | -           | -           | -           | 35     | 11     | 5      | 19     | 31,43      | Risol. Consen. |
| Totale Leicester City | Totale Leicester City | Totale Leicester City | 152        | 64         | 30         | 58         |                 | 29              | 17              | 6               | 6               |                    | 22                 | 10                 | 6                  | 6                  |             | 1           | 1           | 0           | 0           | 204    | 92     | 42     | 70     | 45,10      |                |
| 2023-2024             | Celtic                | SP                    | 38         | 29         | 6          | 3          | SC+CdL          | 5+1             | 4+0             | 1+0             | 0+1             | UCL                | 6                  | 1                  | 1                  | 4                  | -           | -           | -           | -           | -           | 50     | 34     | 8      | 8      | 68,00      | 1°             |
| 2024-2025             | Celtic                | SP                    | 38         | 29         | 5          | 4          | SC+CdL          | 5+4             | 4+3             | 0+1             | 1+0             | UCL                | 10                 | 3                  | 4                  | 3                  | -           | -           | -           | -           | -           | 57     | 39     | 10     | 8      | 68,42      | 1°             |
| 2025-2026             | Celtic                | SP                    | 2          | 2          | 0          | 0          | SC+CdL          | 0+1             | 0+1             | 0+0             | 0+0             | UCL                | 0                  | 0                  | 0                  | 0                  | -           | -           | -           | -           | -           | 3      | 3      | 0      | 0      | 100,00&    |                |
| Totale Celtic         | Totale Celtic         | Totale Celtic         | 181        | 138        | 28         | 15         |                 | 40              | 36              | 2               | 2               |                    | 58                 | 20                 | 13                 | 25                 |             | -           | -           | -           | -           | 279    | 194    | 43     | 42     | 69,53      |                |
| Totale carriera       | Totale carriera       | Totale carriera       | 591        | 319        | 121        | 151        |                 | 106             | 72              | 13              | 21              |                    | 102                | 39                 | 25                 | 38                 |             | 1           | 1           | 0           | 0           | 800    | 431    | 159    | 210    | 53,88      |                |

## Palmarès

### Giocatore
- Irish Cup: 1

Ballymena United: 1988-1989

### Allenatore
- Coppa di Lega scozzese: 4

Celtic: 2016-2017, 2017-2018, 2018-2019, 2024-2025
- Campionato scozzese: 4

Celtic: 2016-2017, 2017-2018, 2023-2024, 2024-2025
- Coppa di Scozia: 3

Celtic: 2016-2017, 2017-2018, 2023-2024
- Coppa d'Inghilterra: 1

Leicester City: 2020-2021
- Community Shield: 1

Leicester City: 2021